# Le Lardin-Saint-Lazare
Le Lardin-Saint-Lazare é uma comuna francesa na região administrativa da Nova Aquitânia, no departamento Dordonha. Estende-se por uma área de 10,83 km². Em 2010 a comuna tinha 1 759 habitantes (densidade: 162,4 hab./km²).